# Live at Mezzrow (Sheila-Jordan-Album)
Live at Mezzrow ist ein Musikalbum von Sheila Jordan. Die am 25. Oktober 2021 im New Yorker Jazzclub Mezzrow entstandenen Aufnahmen erschienen am 15. Juli 2022 auf dem Label Cellar Live in der SmallsLive Living Masters Series. Dies war die jüngste Aufnahme der Sängerin, die zu ihren Lebzeiten auf Tonträger veröffentlicht wurde.

## Hintergrund
Das Album Live at Mezzrow wurde am 25. Oktober 2021 in der gleichnamigen New Yorker Piano-Bar aufgenommen, die sich im Kellergeschoss des Gebäudes des Smalls befindet und in dem bevorzugt kleinere Ensembles unter der Leitung von Pianisten, Gitarristen oder Sängern auftreten. Jordan wurde beim Konzert und Album von dem Pianisten Alan Broadbent und ihrem langjährigen Bassisten Harvie S. begleitet.
Das Album  umfasst ein Programm aus Standards des Great American Songbook sowie einigen Bop-orientierten Songs. Jordan beginnt das Album mit der Abbey-Lincoln-Nummer „Bird Alone“, gewidmet Charlie Parker, der Jordan zu Beginn ihrer Karriere stark beeinflusst und auch gefördert hatte. Die Songbook-Standards beginnen mit der Ray-Noble-Komposition „The Touch of Your Lips“. Der Schlusstitel „Lucky to Be Me“ ist eine Komposition von Adolph Green, Betty Comden und Leonard Bernstein, die für das gleichnamige Broadway-Musical von 1944 geschrieben wurde. Zusätzlich erhalten Broadbent und Harvie S. Raum, sich bei Cole Porters „What Is This Thing Called Love“ und Miles Davis’ „Blue in Green“ als Duo zu entfalten.

## Titelliste
- Sheila Jordan: Live At Mezzrow (Cellar Live CMSLF002)[2]

1. Bird Alone (Abbey Lincoln) 3:06
2. The Touch of Your Lips (Ray Noble) 8:25
3. What Is This Thing Called Love? (Cole Porter) 6:49
4. Medley: The Bird (Shirley Horn) & Confirmation (Charlie Parker, Skeeter Spight, Leroy Philip Mitchell) 7:44
5. Look for the Silver Lining (Buddy DeSylva, Jerome Kern) 4:13
6. Falling in Love With Love (Richard Rodgers/Lorenz Hart) 5:46
7. Baltimore Oriole (Hoagy Carmichael, Paul Francis Webster) 9:47
8. Blue in Green (Miles Davis) 3:38
9. Autumn in New York (Vernon Duke) 7:43
10. Lucky to Be Me (Adolph Green, Betty Comden, Leonard Bernstein) 6:46

## Rezeption
John McDonough, der Live at Mezzrow im Down Beat besprach und mit dreieinhalb Sternen bewertete, merkte an, dass Sheila Jordan ihr Debütalbum mit 34 Jahren aufnahm und dieses Album im stolzen Alter von 93 Jahren erschien. Als wolle man die gesamte Zeit dazwischen mit einem Vergleich zwischen damals und heute einrahmen, erinnere das neue Album daran, wie schön die Jahre sie verwöhnt hätten, wenn sie wieder die Titel „Falling In Love with Love“ und „Baltimore Oriole“ interpretiere, die sich beide schon auf ihrer ersten Blue Note-LP von damals fänden. In „Love“ habe sie 1962 einen gleichmäßigen Viertelnoten-Groove für das Stück geschaffen. In der neuen Version beginne sie mit einem Bass-Intro, bewege sich aber viel freier und ungezwungener durch den Song und scatte sogar einen Refrain. „Oriole“ sei ein Song, der einer Sängerin viel Spielraum lasse. Jordon sei raffiniert, ohne kokett oder schüchtern zu sein. Ihr Klang, ihre Phrasierung und ihre Musikalität seien weitgehend so geblieben, wie sie immer waren, was nicht heiße, dass sie perfekt seien. Ihr Vibrato sei etwas breiter geworden, was einigen ihrer Balladen eine Billie-Holiday-ähnliche Qualität verleihe.
Nach Ansicht von Pierre Giroux, der das Album in All About Jazz rezensierte, sind „Bird Alone“ und „The Bird & Confirmation“ wahre Meisterwerke, mit
denen die Sängerin immer wieder aufs Neue begeistere, denn Jordan würde ein breites Spektrum an Gesangskünsten präsentieren, von der Intensität der Balladen bis hin zu schwungvollem und kraftvollem Scatgesang. Mit ihrer einzigartigen Stimme könne Jordan im Verlauf einer einzigen Songinterpretation düster und honigsüß, geschmeidig und fesselnd klingen, gepaart mit ihrer gewohnten Spontaneität. Im Laufe ihrer langen Karriere habe sie kaum etwas nicht erlebt, und wahrscheinlich mehr, als ihr lieb sei.